# بروق أبيض

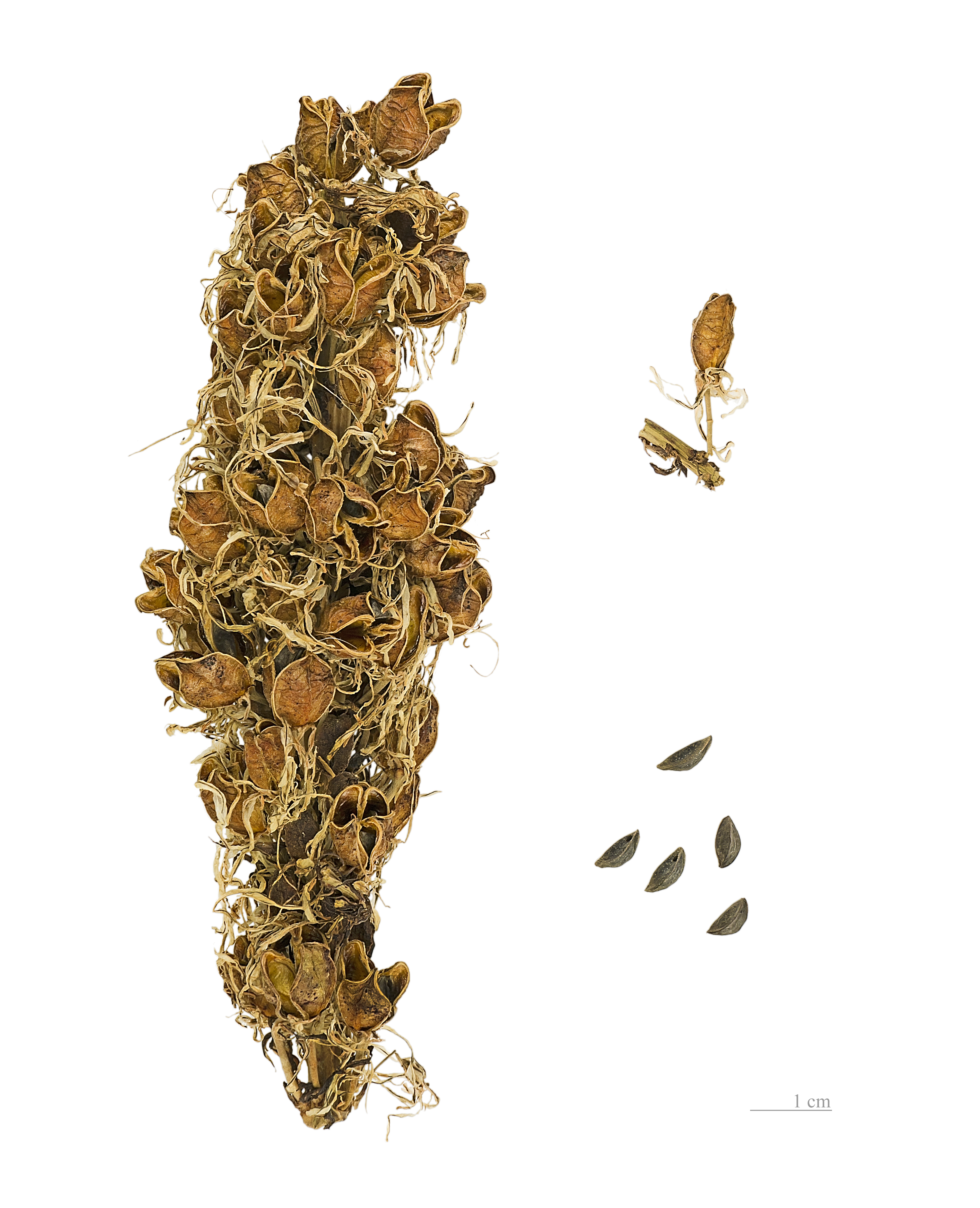
Asphodelus albus

البروَق الأبيض   (باللاتينية: Asphodelus albus) نوع نباتي يتبع جنس البروَق من الفصيلة البروَقية.

## الموئل والانتشار
ينتشر في الجزء الغربي من حوض البحر الأبيض المتوسط، حيث يتواجد في المغرب العربي (خاصة ليبيا) ووسط إسبانيا وجنوب فرنسا وغرب البلقان.

## الوصف النباتي
نبات معمر قائم. تظهر الأوراق عند قاعدة الساق. الأزهار بيضاء لها ست بتلات.